# Madignano
Madignano ist eine Gemeinde mit 2776 Einwohnern (Stand 31. Dezember 2023) in der Provinz Cremona in der italienischen Region Lombardei.

## Ortsteile
Im Gemeindegebiet liegt neben dem Hauptort die Fraktion Ripalta Vecchia.

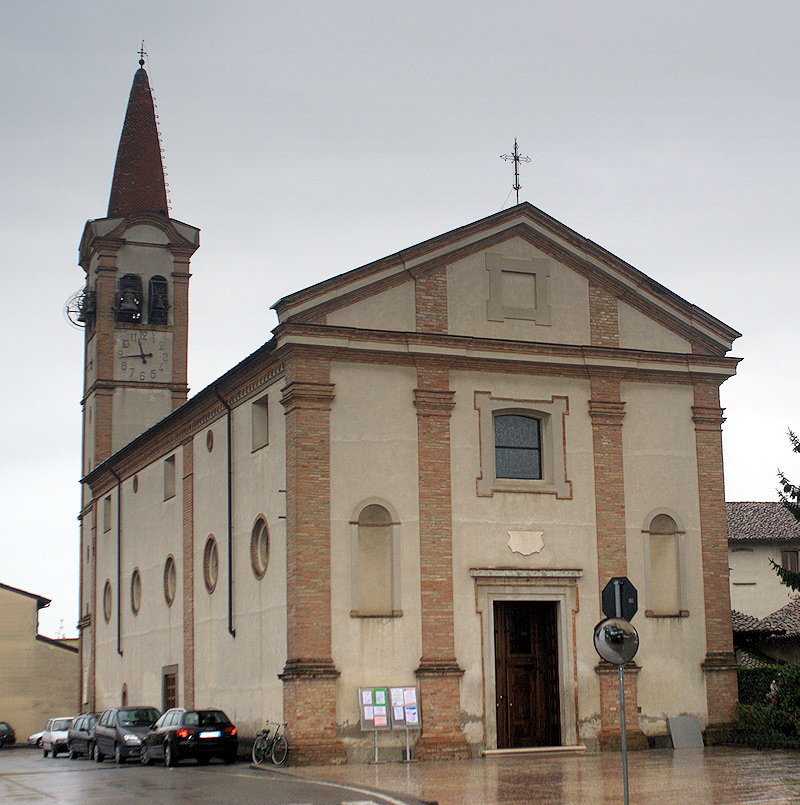
Pfarrkirche St. Peter